# Airports Corporation of Vietnam
Die Airports Corporation of Vietnam JSC (abgekürzt ACV, vietnamesisch Tổng công ty cảng hàng không Việt Nam) ist eine Aktiengesellschaft mit staatlicher Mehrheitsbeteiligung, die die meisten zivilen Flughäfen in Vietnam betreibt. Sie ist am 8. Januar 2012 durch den Beschluss No. 238/QD-BGTVT des vietnamesischen Ministeriums für Transport- und Verkehrswesen aus der Fusion der drei Vorgängergesellschaften Northern Airports Authority (NAA), Middle Airports Authority (MAA) und Southern Airports Authority (SAA) hervorgegangen.
Am 6. Oktober 2015 wurde das Unternehmen durch das Dekret No.1710 / QD-TTg von einer Gesellschaft mit beschränkter Haftung, deren Grundkapital zu 100 % im Besitz des vietnamesischen Staates war, in eine Aktiengesellschaft (Joint stock company) mit staatlicher Mehrheitsbeteiligung umgewandelt. Die erste Hauptversammlung fand am 16. März 2016 statt und seit dem 1. April 2016 ist das Unternehmen in seiner neuen Kapitalstruktur aktiv. Das Unternehmen ist gegliedert in eine Muttergesellschaft mit Sitz am Flughafen Tan-Son-Nhat in Ho-Chi-Minh-Stadt und in Tochtergesellschaften, die 22 zivile Flughäfen verwalten, von denen 21 in Betrieb sind. Im Einzelnen sind dies die Flughäfen:
Nội Bài (Hanoi),
Vinh,
Dong Hoi,
Dien Bien Phu,
Cat Bi (Hải Phòng),
Da Nang,
Phu Bai (Huế),
Cam Ranh (Nha Trang),
Chu Lai (Tam Kỳ),
Phu Cat,
Pleiku,
Sao Vàng (Thọ Xuân),
Tan Son Nhat (Ho-Chi-Minh-Stadt),
Phu Quoc,
Cần Thơ,
Co Ong (Côn Đảo),
Rach Gia,
Ca Mau,
Buon Ma Thuot,
Dong Tac (Tuy Hòa) und
Lien Khuong bei Đà Lạt.